# Gagarin (månkrater)
För andra betydelser, se Gagarin (olika betydelser).
Gagarin är en nedslagskrater på månens baksida. Gagarin har fått sitt namn efter den sovjetiska kosmonauten Jurij Gagarin.

## Satellitkratrar
| Gagarin | Latitud  | Longitud  | Diameter |
| ------- | -------- | --------- | -------- |
| G       | 20.51° S | 150.54° Ö | 14 km    |
| M       | 23.51° S | 149.17° Ö | 18 km    |
| T       | 19.33° S | 144.75° Ö | 26 km    |
| Z       | 15.31° S | 149.60° Ö | 27 km    |